# Chapmanacris sylvatica
Chapmanacris sylvatica is een rechtvleugelig insect uit de familie Pyrgomorphidae. De wetenschappelijke naam van deze soort is voor het eerst geldig gepubliceerd in 1959 door Dirsh.